# جيسيكا مو
جيسيكا مو (بالإنجليزية: Jessica Lu)‏ (و. 1985  م) هي ممثلة، وعارضة، وممثلة مسرحية، وممثلة تلفزيونية، وممثلة أفلام أمريكية، ولدت في شامبورغ، بدأت مشوارها المهني سنة 2009.

## التعليم
تعلمت في كلية كولومبيا في شيكاغو ‏
.

## وصلات خارجية
- جيسيكا مو على موقع IMDb (الإنجليزية)
- جيسيكا مو على موقع ألو سيني (الفرنسية)
- جيسيكا مو على موقع أول موفي (الإنجليزية)
- جيسيكا مو على موقع قاعدة بيانات الفيلم (الإنجليزية)
- جيسيكا مو على موقع كينوبويسك (الروسية)